# Turismo no Vietnã

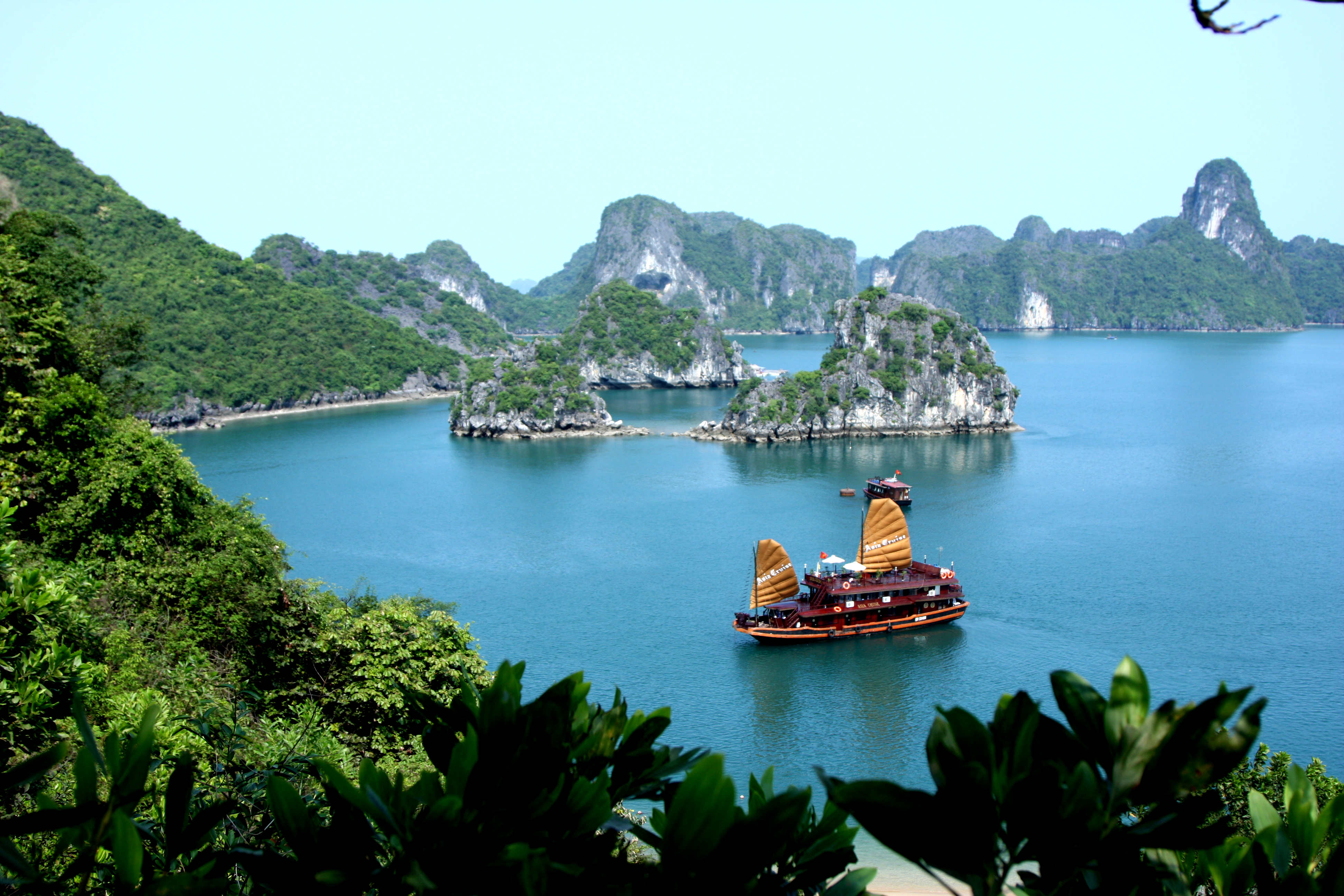
Baía de Ha Long, Vietnam.

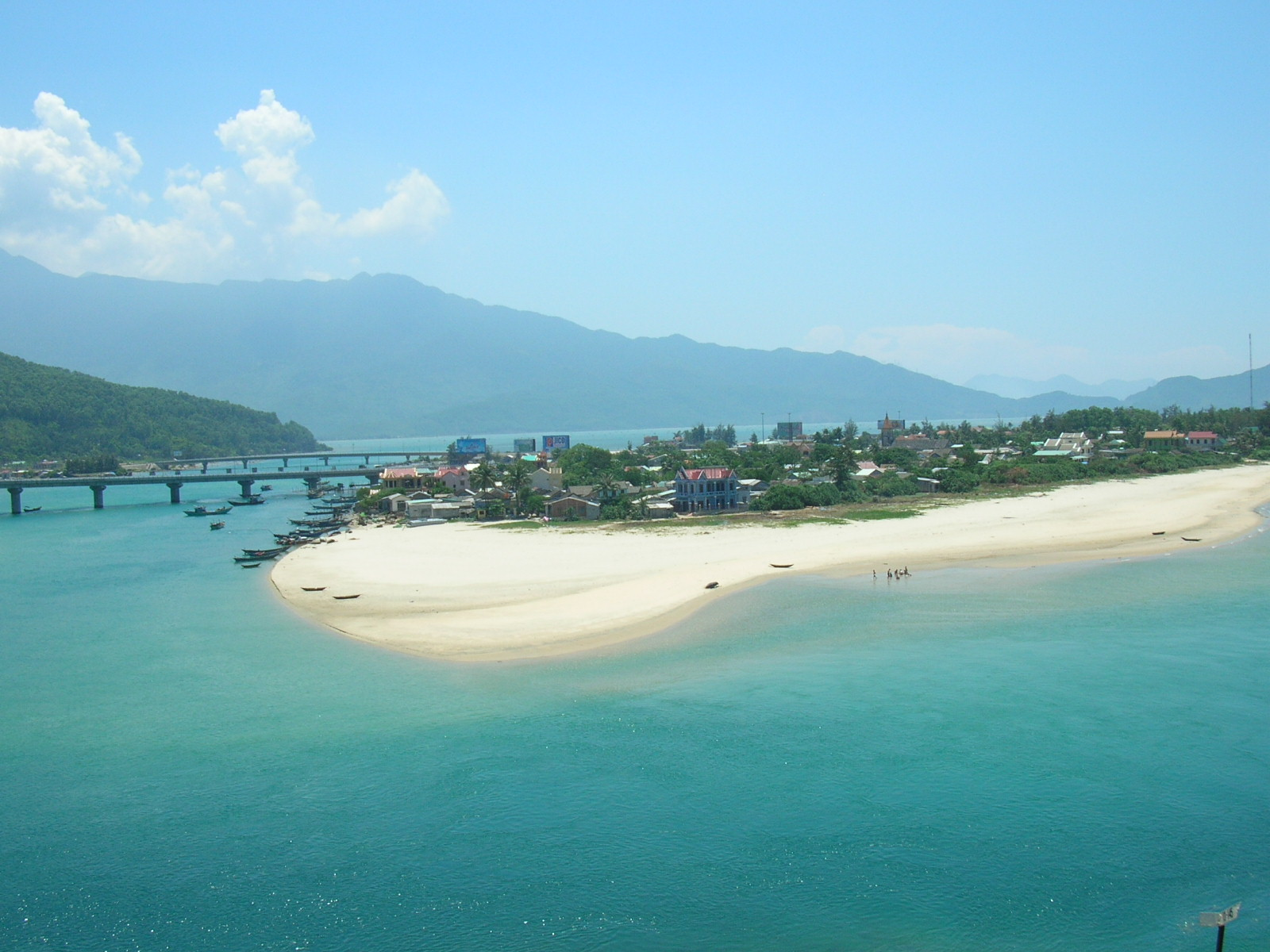
Langco, Vietnam.

Turismo no Vietnã é um componente importante da economia do Vietnã hoje. Em 2004, o país recebeu 2,9 milhões de turistas, quase 500 mil a mais que no ano anterior. O crescimento anual tem representado uma forte recuperação a partir de uma ligeira queda em 2003 devido à epidemia de SARS na Ásia. De 1999 a 2004, o turismo aumentou 63%. Em 2004, a maioria dos visitantes vieram da República Popular da China, com 27% das entradas e 9% vieram dos Estados Unidos, Japão e Coreia do Sul.
A Administração Nacional de Turismo do Vietnã está a pôr em prática um plano de longo prazo para diversificação da indústria do turismo. Em 2005, cerca de 3,4 milhões de turistas visitaram o país e, em 2006, registrou-se 3,5 milhões de turistas.
As cidades mais visitadas no Vietnã são: Hanói, Hué, Danang, Nha Trang, Phan Thiet, Vung Tau, Cidade Ho Chi Minh e Da Lat. O país possui 124 praias populares. Existem 30 parques nacionais no país, sendo que o parque nacional de Phong Nha-Ke Bang é património Mundial da UNESCO. Há cinco patrimónios mundiais no Vietnã: Baía de Ha Long (uma baía com milhares de ilhotas de calcário); Phong Nha-Ke Bang (um parque nacional com 300 cavernas e rios subterrâneos); Hué (antiga capital do país); Hoi An (centro comercial antigo) e My Son (antiga capital do império Champa). Atualmente, o Vietname tem 10 aeroportos internacionais.